# 蔵王峠

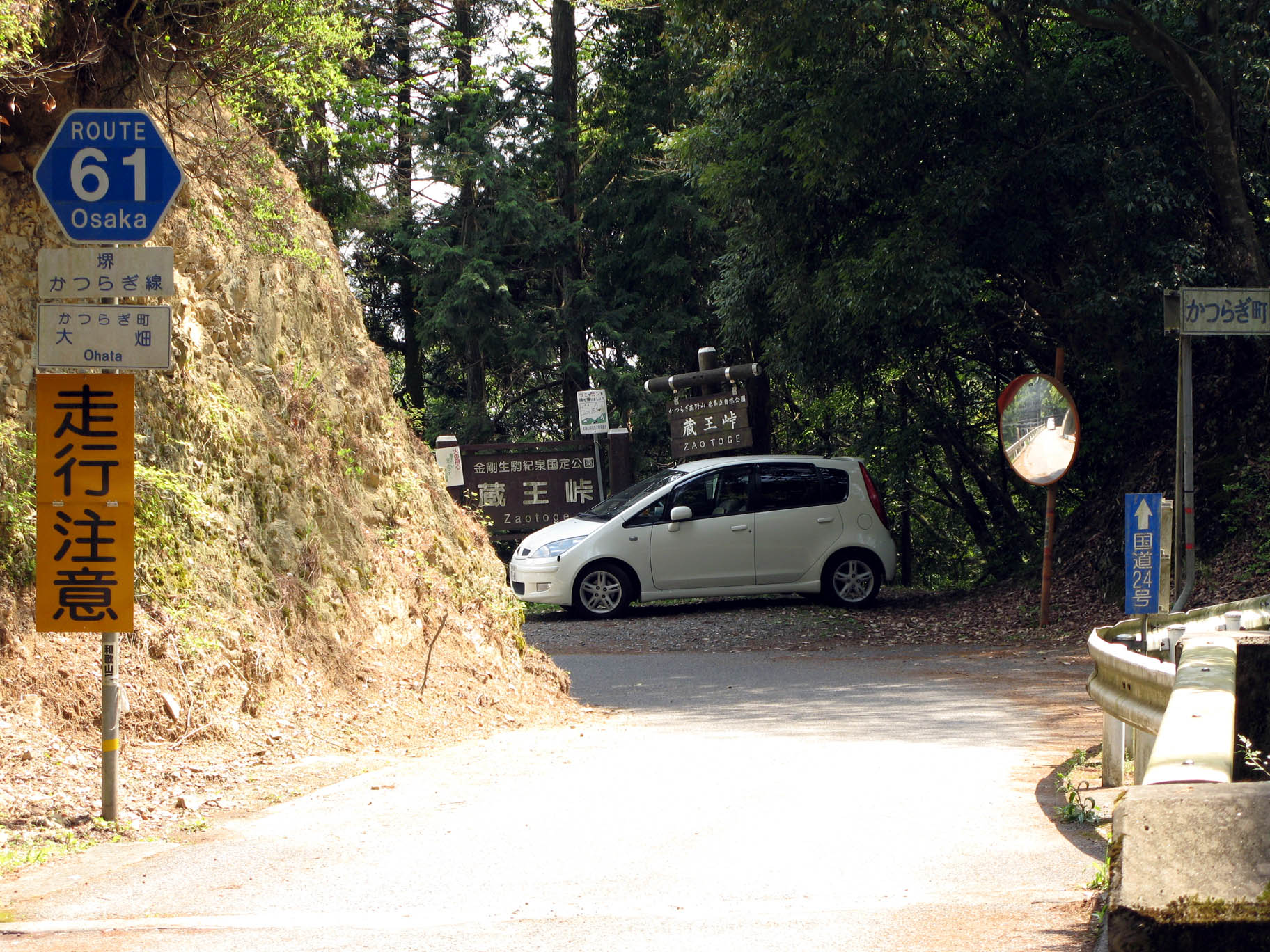
蔵王峠

蔵王峠（ざおうとうげ）は、大阪府河内長野市と和歌山県伊都郡かつらぎ町との府県境にある峠。大阪府と和歌山県境の和泉山脈にある。東の紀見峠と西の鍋谷峠に間に位置する。

## 概要
大阪府道・和歌山県道61号堺かつらぎ線が通っている。 峠のすぐ東側に「葛城蔵王権現社」がある。 峠のすぐ北側から林道が分岐しており、三国山や鍋谷峠方面へ通じている。
西側にある鍋谷峠と同様、オートバイのツーリングコースやレジャー地として知られているが、峠までを結ぶ堺かつらぎ線の一部区間の舗装が行き届いていなかったり、峠付近で道幅が極端に狭くなっている。
峠の北側には滝畑ダムがあり、周辺はキャンプ場になっている

## 葛城蔵王権現社

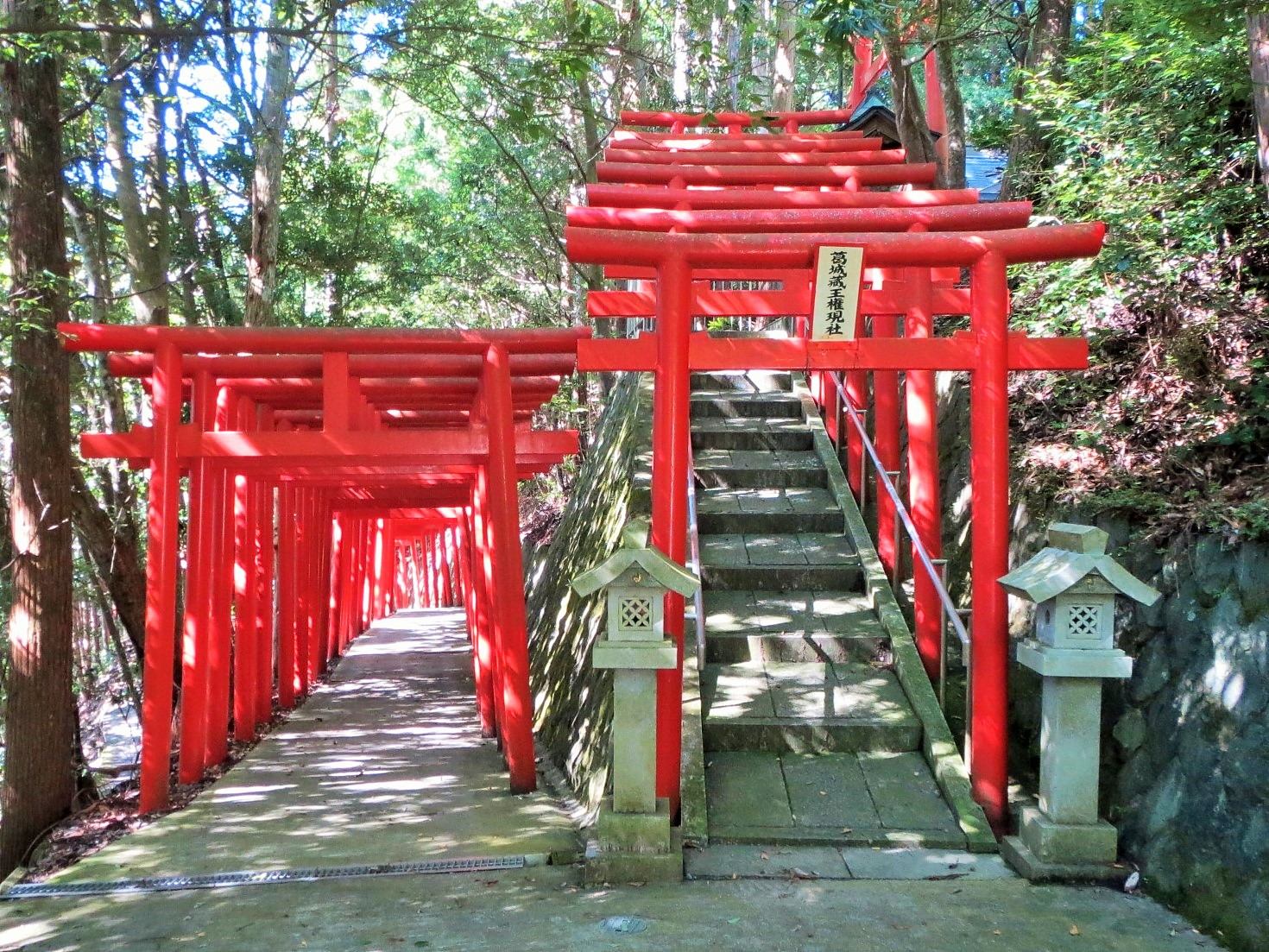
葛城蔵王権現社

本峠のすぐ東側にある葛城蔵王権現社は7世紀、天智天皇の時代に役行者が修験道の行場を開いた所と伝承される。本峠には鏡の宿と呼ばれた葛城修験二十八宿の第十四宿があった。紀伊続風土記には「蔵王権現社　境内十四町　蔵王峠にあり。森広くして社は小祠なり。」と記されている。1986年 (昭和61年) に村人の手によって境内の拡張整備、社務所の改築などが行われ、赤い鳥居が参道入口から本殿までへの階段に建ち並んでいる。主祭神は、蔵王権現で、横の祠には役行者、不動明王、理源大師の石像が祀られている。4月18日には、例大祭が行われる。

## アクセス
- 大阪府道・和歌山県道61号堺かつらぎ線

主要地方道であるものの、峠付近の大阪府側は乗用車1台分の幅員しかない、すれ違い不能区間が長く続く急峻・狭隘路である。マウンテンバイクなどの自転車で峠を越えるサイクリストもしばしば見かける。